# ماكسيماتو
كانت الماكسيماتو فترةً انتقالية في التطور التاريخي والسياسي للمكسيك منذ عام 1928 حتى عام 1934. سُمّيت نسبةً للقب الرئيس الأسبق بلوتاركو إلياس كاييس إل خيفي ماكسيمو (القائد الأعلى)، كانت الماكسيماتو الفترة التي واصل فيها كاييس ممارسة السلطة والنفوذ، إلا أنه لم يكن يشغل منصب الرئاسة. كانت فترة السنوات الست الولاية التي كان ليخدمها الرئيس المنتخَب ألفارو أوبريغون لو أنه لم يتم اغتياله مباشرةً بعد انتخابات يوليو 1928. كانت هناك حاجة لنوع من الحل السياسي لأزمة خلافة الرئيس. لم يتمكن كاييس من تولّي الرئاسة مجددًا بسبب قيود على إعادة الانتخاب دون فترة خارج السلطة، إلا أنه ظلّ الشخصية المهيمنة في المكسيك.

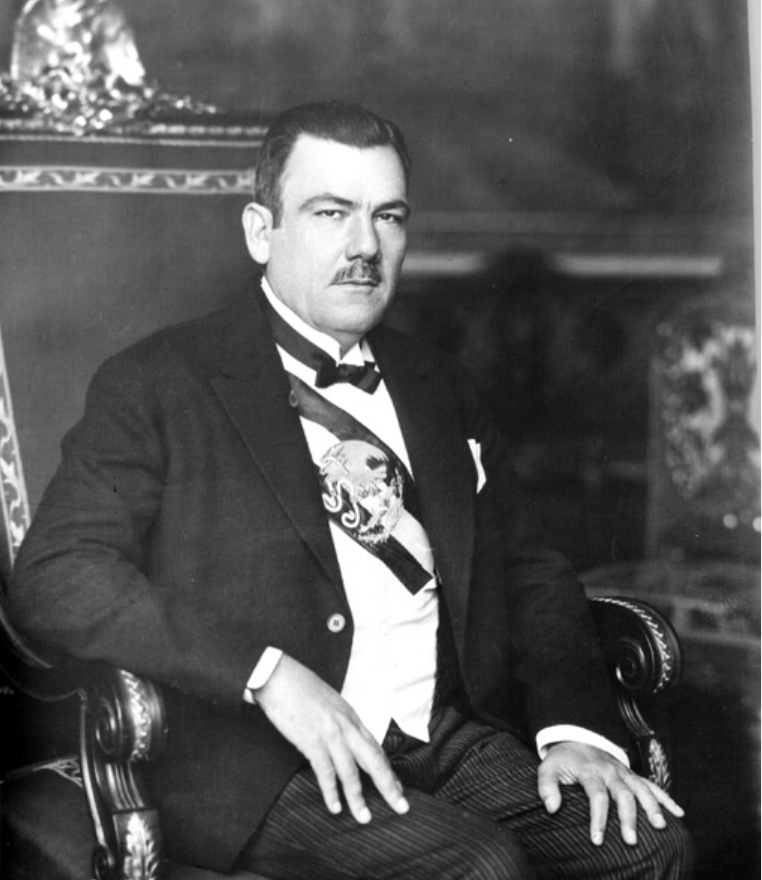

كان هناك حلّان للازمة. أولًا، كان ينبغي تعيين رئيس مؤقت تليه انتخابات جديدة. ثانيًا، أقام كاييس مؤسسة سياسية راسخة، الحزب الوطني الثوري (بي إن آر)، الذي تولّى السلطة الرئاسية منذ عام 1929 حتى عام 2000.
دامت الرئاسة المؤقتة لإيميليو بورتيس غيل منذ 1 ديسمبر 1928 حتى 4 فبراير 1930. جرى تجاهله كمرشح للحزب الوطني الثوري الحديث التشكّل لمصلحة السياسي المغمور باسكوال أورتيز روبيو. قدّم أورتيز روبيو استقالته في سبتمبر 1932 احتجاجًا على هيمنة كاييس المتواصلة على السلطة. خلَفه أبيلاردو ل. رودريغيز، الذي شغل المنصب خلال الفترة المتبقية من الولاية التي انتهت عام 1934. بصفته رئيسًا، مارس رودريغيز استقلالًا عن كاييس أكبر من الاستقلال الذي مارسه أورتيز روبيو. فاز الجنرال الثوري الأسبق لازارو كارديناس بانتخابات ذلك العام، واختير كمرشح للحزب الوطني الثوري. بعد الانتخابات، حاول كاييس فرض سيطرته على كارديناس، إلا أنه تفوّق على كاييس سياسيًا بمساعدة حلفاء استراتيجيين، ونفاه من البلاد مع حلفائه الرئيسيين عام 1936.
كانت الماكسيماتو فترة انتقالية من سلطة شخصية للرئيس السابق كاييس، إلا أن مأسسة السلطة السياسية في هيكلية الحزب كانت إنجازًا هامًا في التاريخ المكسيكي.

## الخلفية
تجذرت فكرة عدم إعادة الانتخابات في أيديولوجيا الثورة المكسيكية، نظرًا إلى أن إعادة الانتخابات المستمرة كانت السمة المميزة لنظام بورفيريو دياز (1876-1911). في عشرينيات القرن العشرين هيمن على السياسة المكسيكية الجنرالات الثوريون أدولفو دي لا هويرتا وألفارو أوبريجون وبلوتاركو إلياس كاييس من ولاية سورونا الشمالية الغربية. حاول الرئيس فينوستيانو كارانزا، الذي انتهت ولايته عام 1920، أن يخلف نفسه بتعيين رئيس دمية هو إغناسيو بونياس. ثار الجنرالات الثلاث السورونيون وأصدروا بيان خطة أغوا بريتا لتبرير أفعالهم. شغَل دي لا هويرتا منصب رئيس مؤقت لستة شهور منذ يونيو حتى نوفمبر 1920 عندما خاض أوبريغون انتخابات عام 1920 وفاز بها، ليُمضي ولايةً من أربع سنوات منذ عام 1920 حتى عام 1924. في انتخابات عام 1924، دعَم أوبريغون كاييس ضد دي لا هويرتا الذي قاد ثورة فاشلة وفرّ بعدها إلى الولايات المتحدة الأمريكية. فاز كاييس بالرئاسة وشغل المنصب منذ عام 1924 حتى عام 1928. احتفظ أوبريغون بنفوذ قوي خلف رئاسة كاييس، ضغَط كاييس من أجل تعديل دستوري يتيح إعادة انتخاب غير متتالية. أتاح ذلك لأوبريغون خوض انتخابات عام 1928، وأتاح إمكانية خوض كاييس للانتخابات بعد ذلك. انتُخب أوبريغون حسب الأصول خليفةً لكاييس، إلا أنه اغتيل في يوليو من قبل خوزيه دي ليون تورال، عسكري كاثوليكي، قبل أن يتمكن من تولّي المنصب. كان رد الفعل الشعبي إزاء الاغتيال «الدهشة والارتباك وفي بعض الأحيان الهستيريا». سمح كاييس بتفجر غضب مؤيدي أوبريغون، وحرَفه في اتجاه آخر ضد القاتل تورال، وضد القائد العمالي لويس ن. مورونيس من الاتحاد الإقليمي القوي للعمال المكسيكيين، الذي ربما كان مسؤولًا عن الاغتيال ليصل إلى السلطة. تُرك أمر استجواب تورال لمؤيدي أوبريغون.

## تأسيس الحزب الوطني الثوري
سعى كاييس وراء حل سياسي بما أنه لم يتمكن من خلافة نفسه في الرئاسة وكان يرغب بالاحتفاظ بالسلطة. كان للحل طويل الأمد الذي تصوَّره أثر بالغ الأهمية على السياسة المكسيكية. في تقريره النهائي إلى المؤتمر في 1 سبتمبر 1928، بعد أكثر من شهر بقليل على اغتيال أوبريغون، أعلن أن «ليس ثمة شخصية بمكانة مرموقة وبقبضة محكمة على الرأي العام وبقوة سياسية وشخصية كافية تستحق الثقة العامة لمجرد الاسم والهيبة». ومضى يدعو إلى «التطور التدريجي السلمي للمكسيك كدولة مؤسسات، يصبح فيها الناس، كما ينبغي أن يكونوا، مجرد عوارض دون أهمية حقيقية إلى جانب الصفاء الدائم والرائع للمؤسسات والقوانين».
وكان كاييس قد طالب ثلاثين جنرالًا بارزًا، الذين ربما كانوا يتنافسون على السلطة في أعقاب اغتيال أوبريغون، بالموافقة على مدنيّ كرئيس مؤقت حتى إجراء الانتخابات الجديدة. أصبح إيميليو بورتيس غيل رئيسًا مؤقتًا، وتولّى في 1 ديسمبر 1928 منصبه الذي شغله حتى 5 فبراير 1930. احتفظ كاييس بالسلطة، على الرغم من أنه كان قد قال «أبدًا، لن يشغل الرئيس الحالي لجمهورية المكسيك ذلك المنصب ثانية لأي دافع أو تحت أي ظرف ». كان ذلك الإعلان تنصلًا من التعديل الدستوري الذي أتاح إعادة الانتخاب للرئيس السابق وأحبط محاولة إعادة انتخاب لأي رئيس مستقبلي.
لم يشمل الترتيب السياسي الجديد جميع الجنرالات. فقاد الجنرال خوزيه غونزالو إيسكوبار تمردًا في مارس 1929 ضد الحكومة المؤقتة للرئيس بورتيس غيل. دعمت الولايات المتحدة الحكومة المؤقتة ولم يتمكن إيسكوبار من الحصول على أسلحة، وبذلك فشلت الثورة. على الرغم من قصر أجلها، ألقت الثورة الضوء على ضرورة إيجاد آلية أفضل لانتقال الرئاسة وكذلك أيضًا ضرورة وضع نهاية لحرب الكريستيرو. تولى كاييس بنفسه قيادة القوات الحكومية لقمع تمرد إيسكوبار الذي دام شهورًا.
تولّى كاييس زمام المبادرة في تأسيس الحزب الوطني الثوري أو بي إن آر، سلف ما يُعرف اليوم بالحزب الثوري المؤسساتي (بي آر آي). كان الحزب الطريقة الممأسسة لتحكّم تكتل كاييس بالخلافة الرئاسية. نجح الحزب في إدخال عدد من العناصر المختلفة، من بينها منظمات سياسية محلية وإقليمية وعمال منظمون وفلاحون منظمون ومهنيون مثل بيروقراطيي ومدرسي الحكومة. اكتسب الحزب إيراداتٍ مضمونة وقوةً تنظيمية عبر مطالبة أعضاء المنظمات التأسيسة أن يكونوا أعضاءًا في الحزب يدفعون الرسوم. بات الحزب حزبًا وطنيًا، صُمّم ليكون موجودًا كمؤسسة لا ائتلافًا رأى النور فقط خلال الانتخابات، وحقق نجاحًا في انتخابات المناصب المحلية والمناصب الوطنية ومناصب الدولة.
رسميًا، بعد عام 1929، شغل كاييس منصب وزير الحرب مع مواصلته قمع تمرد حرب الكريستيرو، إلا أنه بعد عدة أشهر، وبعد تدخل دوايت مورو سفير الولايات المتحدة، وقّعت الحكومة المكسيكية والكريستيرويون اتفاقية سلام.

## رئاسة باسكوال أورتيز روبيو
كان مرشح الحزب الوطني الثوري، باسكوال أورتيز روبيو، الذي اختير لانتخابات عام 1929 مغمورًا سياسيًا، ولم يكن يمتلك قاعدة سلطة مستقلة. كان كاييس السلطة التي تقبع وراء رئاسة أورتيز روبيو الشرفية للمكسيك لمدة عامين.
فاز أورتيز روبيو بانتخابات عام 1929 المثيرة للجدل، التي هزم فيها الفيلسوف خوزي فاسكونسيلوس من الحزب الوطني المناهض لإعادة الانتخاب (بي إن إيه)، الذي دُعمت حملته بصورة رئيسية من قبل طلاب الجامعات وبيدرو رودريجيز تريانا من الحزب الشيوعي المكسيكي (بّي سي إم). شابت الانتخابات أعمال عنف وتزوير، ورفض فاسكونسيلوس القبول بالنتائج. قُتل العشرات من مناهضي إعادة الانتخاب وغادر فاسكونسيلوس البلاد.
بمجرد انتهاء انتخابات 1929 التي مزقتها الصراعات، عُيّن أورتيز روبيو في 5 فبراير 1930، لكن ليس من دون حدّة. خلال حفل تنصيبه رئيسًا، جُرح أورتيز روبيو في محاولة اغتيال من قبل دانييل فلوريس، طالِب مناهض لإعادة الانتخاب حوكم وتلقّى عقوبة الإعدام.